# Ligne 75 du S-Bahn de Berlin
Pour les articles homonymes, voir S75.
La ligne 75 du S-Bahn de Berlin (S-Bahnlinie 75 ou S75) est une des 15 lignes du réseau S-Bahn de Berlin. D'une longueur de 13,5 km et desservant 9 gares, elle assure avec la ligne 5 et la ligne 7 les liaisons est ↔ ouest de la capitale allemande. Son terminus est se situe à la gare de Wartenberg et celui de l'ouest à celle de Warschauer Straße.

## Historique
La ligne 75 emprunte plusieurs lignes de chemin de fer : 
- une section de la Grande ceinture (Berliner Außenring), ouverte pour le fret dans les années 1940 et électrifiée en 1976,
- une section de la ligne de Prusse-Orientale (Preußische Ostbahn), ouverte le 1er octobre 1966 et électrifiée le 6 novembre 1928.

## Liste des gares
En partant de l'extrémité est de la ligne 75 (Les gares en gras servent de départ ou de terminus à certaines missions) : 
| PK   |  |   |  | Gare                                      | Zone tarifaire | Quartier berlinois   | Correspondances,                                          | Ligne ferroviaire |
| ---- |  | - |  | ----------------------------------------- | -------------- | -------------------- | --------------------------------------------------------- | ----------------- |
| 0,0  |  | • |  | Wartenberg                                | B              | Wartenberg           |                                                           | Grande ceinture   |
| 1,0  |  | o |  | Hohenschönhausen                          | B              | Neu-Hohenschönhausen | Tramway de Berlin · Tramway de Berlin                     | Grande ceinture   |
| 2,3  |  | • |  | Gehrenseestraße                           | B              | Neu-Hohenschönhausen |                                                           | Grande ceinture   |
| 5,7  |  | o |  | Springpfuhl                               | B              | Marzahn              | Tramway de Berlin · Tramway de Berlin                     | Grande ceinture   |
| 8,3  |  | o |  | Friedrichsfelde-Est (Friedrichsfelde Ost) | B              | Marzahn              | Tramway de Berlin · Tramway de Berlin · Tramway de Berlin | Prusse-Orientale  |
| 9,9  |  | o |  | Lichtenberg                               | B              | Lichtenberg          | Tramway de Berlin · Tramway de Berlin                     | Prusse-Orientale  |
| 11,1 |  | o |  | Nöldnerplatz                              | B              | Rummelsbourg         |                                                           | Prusse-Orientale  |
| 12,3 |  | o |  | Ostkreuz                                  | A              | Friedrichshain       |                                                           | Prusse-Orientale  |
| 13,5 |  | o |  | Warschauer Straße                         | A              | Friedrichshain       |                                                           | Prusse-Orientale  |

### Gares ayant changé de nom
- Lichtenberg-Friedrichsfelde est devenue Lichtenberg en 1954
- Neu-Lichtenberg est devenue Nöldnerplatz en 1954
- Stralau-Rummelsburg est devenue Ostkreuz en 1933